# ناوشکن کلاس ویپن
دیسترویر کلاس ویپن (به انگلیسی: Weapon-class destroyer) یک کلاس از کشتی است که طول آن ۳۶۵ فوت (۱۱۱ متر) می‌باشد.